# Scaphiopodidae
Famille
Les Scaphiopodidae forment une famille d'amphibiens. Elle a été créée par Edward Drinker Cope (1840-1897) en 1865.

## Répartition
Les Scaphiopodidae se rencontrent du Sud du Canada jusqu'au Sud du Mexique.

## Liste des genres
Selon Amphibian Species of the World (19 avril 2013) :
- genre Scaphiopus Holbrook, 1836
- genre Spea Cope, 1866

## Publication originale
- Cope, 1865 : Sketch of the primary groups of Batrachia s. Salientia. Natural History Review, New Series, vol. 5, p. 97-120 (texte intégral).